# ربات صنعتی پوما

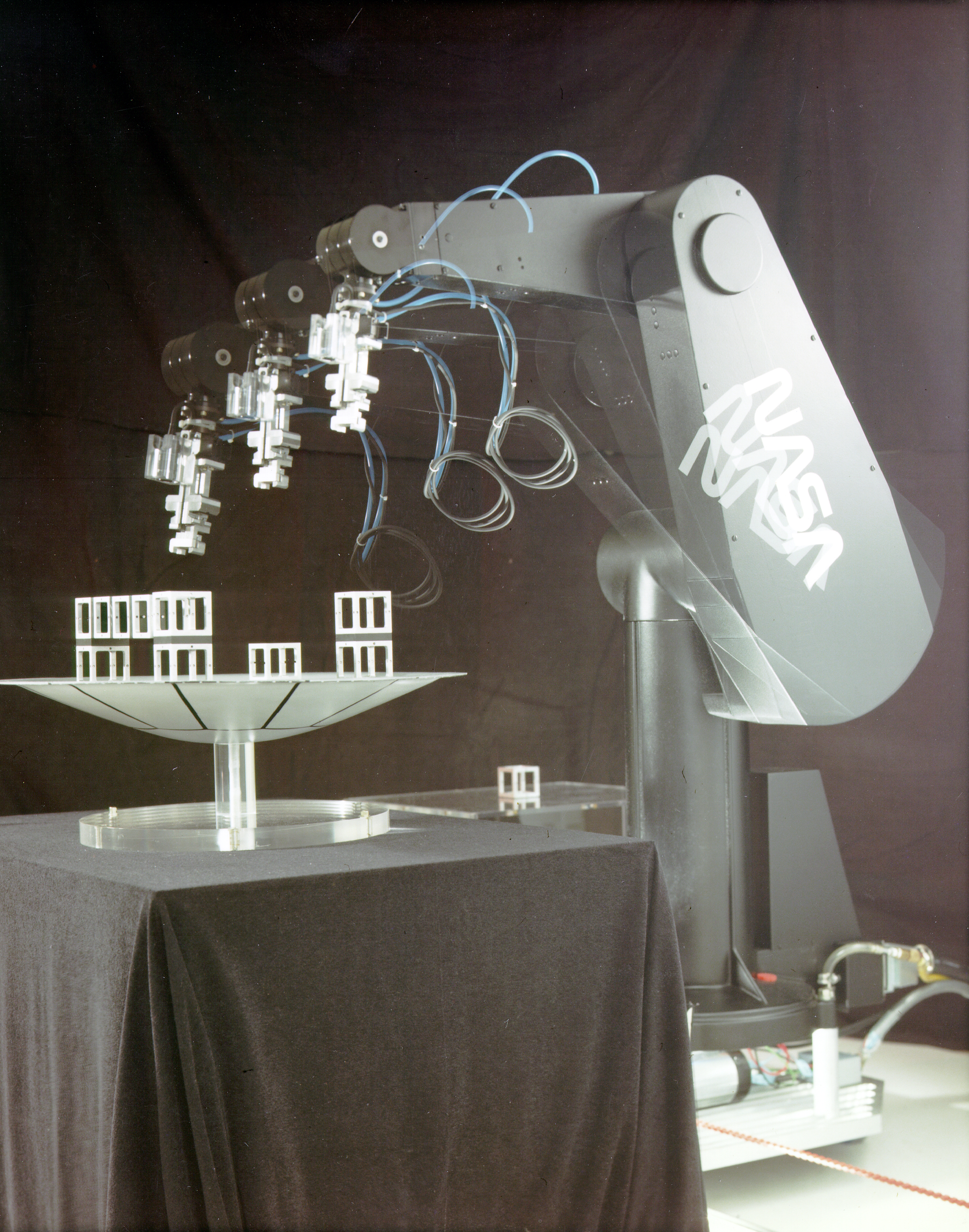
بازوی رباتیک مفصلی در ناسا

پوما (به انگلیسی: PUMA)، که در فارسی بدان بازوی رباتیک مفصلی نیز گفته می‌شود، بازویی صنعتی است که دارای ساختار RRR (یعنی سه مفصل از نوع لولایی دَوَرانی) بوده و محورهای مفاصل دوم و سوم با هم موازی باشند و آن دو بر محور مفصل اول عمود باشند. این ساختار شکلی شبیه به دست انسان را به آن می‌دهد. پوما دارای کاربردهای وسیعی در صنعت (مثل مونتاژ، بسته‌بندی، جوشکاری و غیره) است و امروزه توسط بسیاری از شرکت‌های ربات‌سازی جهان تولید می‌شود.